# Choose To Be Me
Choose To Be Me — пісня фінського рок-гурту Sunrise Avenue, що є першим треком з дебютного альбому On The Way To Wonderland. Як сингл пісню було видано в Німеччині 2008 року. До синглу увійшли 5 версій пісні «Choose To Be Me» та демо-версія «Fail Again».

## Відеокліп
Відео було відзняте 2008 року та показує гру музикантів на сцені, на якій паралельно жінка підвішує Саму Хабера вниз головою до мотузки та піднімає його догори над гострими палицями. Наприкінці відео вокаліст зривається і падає вниз, але залишається неушкодженим.

## Трек-лист
1. Choose To Be Me (Remastered Album Version) 4:07
2. Choose To Be Me (Radio Edit) 3:47
3. Choose To Be Me (Instrumental Version) 4:07
4. Choose To Be Me (Live 2007) 5:09
5. Choose To Be Me (L.A.O.S. Smile On Mix) 4:12
6. Fail Again (Demo Version) 4:13